# Suspicious Minds
«Suspicious Minds» (с англ. — «Подозрения») — песня Элвиса Пресли. Выпущенная в качестве сингла в 1969 году, эта запись стала последним из семнадцати хитов Элвиса, которые возглавляли Billboard Hot 100 — национальный хит-парад США.

## История
Песня была написана композитором Марком Джеймсом — автором таких хитов Пресли как «Always on My Mind», «In the Ghetto» и «Kentucky Rain». Эти шлягеры зачастую объединяются в единую группу, поскольку схожи по стилю. Впервые они были исполнены на сессиях в Мемфисе (январь 1969 года).
Премьера «Suspicious Minds» состоялась в Лас-Вегасе 31 июля 1969 года. Будучи выпущенной в качестве сингла, песня неожиданно покорила американские чарты, обозначив новый всплеск популярности легендарного музыканта. Хотя это был последний суперхит Пресли в США, европейская публика не менее тепло принимала его записи семидесятых, такие как The Wonder of You (1970) и Way Down (1977).
В 2003 году трек «Suspicious Minds» был включён в звуковую дорожку к фильму «Невыносимая жестокость» c участием Джорджа Клуни.
В 2010 году песня была переаранжирована для шоу Цирк дю Солей Viva Elvis и вошла в одноимённый саундтрек; для песни было записано специальное музыкальное видео.

## Чарты
| Чарт(1969-70; 2007 in Sweden & Switzerland) | Высшая позиция |
| ------------------------------------------- | -------------- |
| Australian Go-Set National Top 40           | 1              |
| Австрия (Ö3 Austria Top 40)                 | 13             |
| Бельгия/Фландрия (Ultratop 50)              | 1              |
| Бельгия/Валлония (Ultratop 50)              | 5              |
| Канада (RPM Adult Contemporary)             | 3              |
| Канада (RPM Top Singles)                    | 1              |
| Германия (GfK)                              | 7              |
| Irish Singles Chart                         | 2              |
| Нидерланды (Dutch Top 40)                   | 6              |
| Нидерланды (Single Top 100)                 | 4              |
| Норвегия (VG-lista)                         | 10             |
| South Africa (Springbok)                    | 1              |
| Швеция (Sverigetopplistan)                  | 58             |
| Швейцария (Schweizer Hitparade)             | 42             |
| Великобритания (OCC UK Singles)             | 2              |
| США (Billboard Adult Contemporary)          | 4              |
| США (Billboard Hot 100)                     | 1              |

| Чарт(1969)           | Позиция |
| -------------------- | ------- |
| Canada               | 9       |
| US Billboard Hot 100 | 18      |

| Регион | Сертификация | Продажи    |
| --- | ------------ | ---------- |
| Дания (IFPI Danmark) | Золотой      | 45 000     |
| Италия (FIMI) | Золотой      | 25 000*    |
| Мексика (AMPROFON) | Золотой      | 30 000*    |
| Великобритания (BPI) | Платиновый   | 600 000    |
| США (RIAA) | Платиновый   | 1 000 000^ |
| * Данные о продажах приведены только на основе сертификации. · ^ Данные о тиражах приведены только на основе сертификации. · Данные о продажах + прослушиваниях приведены только на основе сертификации. |              |            |